# Gliese 777 b
Gliese 777 b, també conegut com a Gliese 777 Ab o HD 190360 b, és un planeta extrasolar a uns 52 anys llum de distància a la constel·lació del Cigne. El planeta va ser descobert orbitant al voltant de l'estrella principal del sistema Gliese 777 el juny del 2002 (per l'equip de recerca de planetes extrasolars de Ginebra) mitjançant el mètode de la velocitat radial. El planeta és almenys la meitat més massiu que Júpiter, però aproximadament de la mateixa mida que Júpiter. Com que no es coneix la inclinació de l'òrbita del planeta, es desconeix la massa real. Però és poc probable que siga molt més que la massa mínima donada.
El planeta té una de les òrbites més llargues conegudes actualment per un planeta extrasolar. La distància mitjana del planeta a l'estrella és propera a la distància entre Júpiter i el Sol. No obstant això, a diferència de Júpiter té una òrbita excèntrica. Al periastre la distància entre el planeta i l'estrella és de només 2,51 ua i a l'apoastre la distància és de fins a 5,33 ua (en comparació amb el sistema solar, la distància del Sol al cinturó d'asteroides intern i del Sol a poc més enllà de l'òrbita de Júpiter).
El senyal produït pel planeta és molt feble i originalment se suposava que l'excentricitat era molt circular, cosa que va provocar especulacions d'un planeta molt semblant a Júpiter, amb un sistema de diverses llunes grans com el mateix Júpiter. El sistema interior hauria de ser estable per als planetes semblants a la Terra malgrat un planeta interior més petit conegut, semblant a Neptú, que se sap que orbita l'estrella a una distància de 0,12 ua cada 17 dies terrestres.